# Chama cha Upvamodja na Mugangna wa Massiwa
Chama cha Upvamodja na Mugangna wa Massiwa (kurz CHUMA) ist eine politische Partei im Inselstaat Komoren.

## Geschichte
Die Partei wurde in den 1980ern in Paris gegründet. Sie entstand aus dem Comité National de Salut Public (CNSP, deutsch:Nationaler Wohlfahrtsausschuss) von Saïd Ali Kemal, aus der Front National Uni des Komores (FNUK, deutsch: Front der Nationalen Einheit der Komoren) und der Union des Komoriens (Unikom, deutsch: Union der Komoren).
CHUMA benannte Kemal als Kandidaten für die Präsidentschaftswahlen 1990. Kemal errang den dritten Platz von acht Kandidaten mit 13,7 % der Stimmen. In der Parlamentswahl 1992 errang die Partei 6,2 % der Stimmen und gewann 3 von 42 Sitzen. In den Wahlen im folgenden Jahr (1993) erhielt sie nur noch einen Sitz.
Kemal diente 1995 kurzzeitig als geschäftsführender Präsident und trat 1996 erneut in den Präsidentschaftswahlen an, diesmal kam er auf den vierten Platz bei 15 Kandidaten (8,7 %). Später im selben Jahr boykottierte die Partei die Parlamentswahlen.
Die Partei bewarb ein Nein-Votum im Verfassungsreferendum 2001, aber die neue Verfassung wurde von 77 % der Wähler gewählt. Kemal stellte sich bei den Präsidentschaftswahlen 2002 erneut zur Wahl. Obwohl er im ersten Wahlgang auf Grande Comore auf den dritten Platz kam und für die nationalen Wahlen qualifiziert wurde, entschied er sich die Wahl zu boykottieren. Vor der Parlamentswahle 2004 schloss sich die Partei der Allianz des Camp des Îles Autonomes an, welche 27 von 33 Sitze errang.
In der Präsidentschaftswahl 2006 stellte die Partei keinen eigenen Kandidaten auf, sondern unterstützte Ibrahim Halidi vom Mouvement pour les Comores (deutsch: Bewegung für die Komoren). Kemal war einer seiner direkten Helfer. Halidi wurde zweiter in der Wahl. In den Präsidentschaftswahlen 2010 unterstützte die Partei den siegreichen Ikililou Dhoinine. CHUMA erhielt nur 277 Stimmen in den Parlamentswahlen und erreichte nicht mal einen einzigen Sitz.